# エースドッジボール
エースドッジボール（略称：Aドッジボール、Aドッジ）は、長野県岡谷市発祥のスポーツ。
ドッジボールをベースに、いくつかのルールを追加・変更したゲームである。
発祥地の同市内の小学校では体育の時間などに取り入れられ、毎年行われる大会に向けて盛んに行われている。

## 概要
- モルテン社製スポンジバスケSB2T号を使用
- 内野10人、外野6人の計16人で競技を行う
- 内野にエースマンを設定
- 内野が当てられた場合、コート外へ出る（外野ではない）
  - エースマンが相手チームの内野競技者を当てた場合、コート内に復帰できる
  - 相手チームのエースマンを当てた場合、コート内に復帰できる
- エースマンが2度当たった時点で負けとなる

## チーム
- 1チーム16名（内野10名・外野6名）で構成
  - うち1名はエースマン（内野）
  - 補欠はほかに2名以内おける
- 競技者は、1セットの競技中交代することはできない
  - セットごとの交代は可能
  - けが等事故があった場合は、主審に届け出ることにより可能
- エースマンはほかの競技者と明確に区別できるようにする

## ルール

### アウトの基準
- 相手チームの競技者が投げたボールが、内野競技者の体の一部に明瞭に直接当たって捕球できなかったとき
  - リバウンドしたボールを、内野の中で味方の内野競技者が捕球した場合はセーフとなる
- 二人以上が同時にアウトになるダブルアウトはない

### 勝敗の判定
- 先にエースマンが2回アウトになったチームが敗者
- 試合時間経過後は、エースマンが当たった回数の少ない方を勝者とする
- 同数の場合は内野に残っている競技者の多いチームが勝者となる
- すべて同数の場合は引き分け
- 3セット終了しても同数の場合は、全員によるプレーオフ決勝試合とする。内野競技者1名がアウトになった時点でそのチームが敗者となる
- 1セット7分間、またはエースマンが2回アウトになればセット終了
- 3セットマッチで2セット先取で勝ち

### コートの選択
- 1セット目はコイントスで決定
- 2セット目はコートチェンジをする
- 3セット目は2セット目と同じコート

### 競技者の復帰
| 自チームのエースマンが相手エースマンをアウトにした場合   | 2名復帰 |
| 自チームのエースマンが相手の内野競技者をアウトにした場合 | 1名復帰 |
| 自チームの競技者が相手のエースマンをアウトにした場合     | 1名復帰 |

- 原則として当たった順番に復帰する

### 反則
- 次の場合は、相手チームのエースマンのボールとなる
  1. 内野同士のパスをしてはならない
  2. 5回以上のパスをしてはならない
  3. ボールのドリブルを行ってはいけない
  4. 投げ方は自由。ただし打ったり蹴ったりしてはいけない
また、投球後も自分の陣地内に着地しなくてはならない
  5. 1人5秒以上ボールを持っていてはいけない
  6. ラインオーバーをしてはならない
  7. アウトになった内野競技者がボールに触れてはいけない
  8. ボールがアウト・オブ・バウンズとなった場合

### その他
- 試合の開始は、エースマン同士のトスボールとする
  - 最初の1球目はエースマンに当ててはならず、当たってもセーフとなる
- アウトになった内野競技者は速やかにコート外に出なくてはいけない

## 用語
アウト・オブ・バウンズボールが外野コート外に出ること
ラインオーバーコートの線を踏んだり超えたりした場合のこと